# 甄神劍
甄神劍（：／ Gyeon Singeom；？—？），朝鲜半岛后三国时代，后百济第二任也是最后一任国王，935年—936年在位。后百济正开三十五年三月（935年4月6日—5月5日），和弟弟甄良剑、甄龙剑同谋，夺取父亲甄萱的王位，並杀死最受父親甄萱宠爱的弟弟甄金刚。甄神劍強行流放父親甄萱監禁到金山寺，甄萱从中脱逃后投降高丽太祖王建。正开三十六年九月初八·甲午（936年9月26日），甄萱引高丽军在今龟尾市善山邑大败甄神劍的军队，破降甄神剑与二弟及将军富达、小达、能奂等四十余人，后百济灭亡。高丽太祖王建认为甄良剑、甄龙剑才是主谋，所以给了甄神劍一个爵位，而甄良剑、甄龙剑是被流放还是处死，不同的史料记载不同，另有三兄弟都被处决的说法。

## 影视形象
- 电视剧《太祖王建》（2000年）：李廣基（朝鲜语：이광기）（幼年：金永燦）饰